# Liste der Bodendenkmale in Hohenlockstedt
In der Liste der Bodendenkmale in Hohenlockstedt sind die Bodendenkmale der Gemeinde Hohenlockstedt nach dem Stand der Bodendenkmalliste des Archäologischen Landesamts Schleswig-Holstein von 2016 aufgelistet. Die Baudenkmale sind in der Liste der Kulturdenkmale in Hohenlockstedt aufgeführt.
| Denkmal-ID           | Befundart           | Bezeichnung         | Zeitstellung                 | Lage | Bemerkungen | Bild |
| -------------------- | ------------------- | ------------------- | ---------------------------- | ---- | ----------- | ---- |
| aKD-ALSH-Nr. 004 625 | Grabmal > Grabhügel | Grabhügel           | Vor- und/oder Frühgeschichte |      |             |      |
| aKD-ALSH-Nr. 004 626 | Grabmal > Grabhügel | Grabhügel           | Vor- und/oder Frühgeschichte |      |             |      |
| aKD-ALSH-Nr. 004 627 | Grabmal > Langbett  | Langbett/Steinreihe | Neolithikum                  |      |             |      |
| aKD-ALSH-Nr. 004 628 | Grabmal > Grabhügel | Grabhügel           | Vor- und/oder Frühgeschichte |      |             |      |
| aKD-ALSH-Nr. 004 629 | Grabmal > Grabhügel | Grabhügel           | Vor- und/oder Frühgeschichte |      |             |      |
| aKD-ALSH-Nr. 004 630 | Grabmal > Grabhügel | Grabhügel           | Vor- und/oder Frühgeschichte |      |             |      |
| aKD-ALSH-Nr. 004 631 | Grabmal > Grabhügel | Grabhügel           | Vor- und/oder Frühgeschichte |      |             |      |
| aKD-ALSH-Nr. 004 632 | Grabmal > Grabhügel | Grabhügel           | Vor- und/oder Frühgeschichte |      |             |      |
| aKD-ALSH-Nr. 004 633 | Grabmal > Grabhügel | Grabhügel           | Vor- und/oder Frühgeschichte |      |             |      |
| aKD-ALSH-Nr. 004 634 | Grabmal > Langbett  | Langbett/Steinreihe | Neolithikum                  |      |             |      |